# Parigné-l'Évêque
 Parigné-l'Évêque  es una población y comuna francesa, situada en la región de Países del Loira, departamento de Sarthe, en el distrito de Le Mans y cantón de Le Mans-Est-Campagne.

## Demografía
| 2981 | 2965 | 3582 | 4024 | 4324 | 4503 |
| Para los censos de 1962 a 1999 la población legal corresponde a la población sin duplicidades (Fuente: INSEE [Consultar]) |      |      |      |      |      |